# (35213) 1994 RF25
1994 RF25 (asteroide 35213) é um asteroide da cintura principal. Possui uma excentricidade de 0.02857980 e uma inclinação de 14.47353º.
Este asteroide foi descoberto no dia 12 de setembro de 1994 por Beijing Schmidt CCD Asteroid Program em Xinglong.